# Sultan Mastura
Sultan Mastura è una municipalità di quinta classe delle Filippine, situata nella Provincia di Maguindanao, nella Regione Autonoma nel Mindanao Musulmano. Tra l'ottobre 2006 e il luglio 2008 ha fatto parte della Provincia di Shariff Kabunsuan, creata con decreto regionale annullato successivamente dalla Corte Suprema delle Filippine.
Sultan Mastura è formata da 13 baranggay:
- Balut
- Boliok
- Bungabong
- Dagurongan
- Kirkir
- Macabico (Macabiso)
- Namuken
- Simuay/Seashore
- Solon
- Tambo
- Tapayan
- Tariken
- Tuka